# Isabelle Durant
Isabelle AJ Durant (Bruxelas, 4 de setembro de 1954) é uma política belga, membro do partido Ecolo. Atua como Vice-Secretária Geral da Conferência das Nações Unidas sobre Comércio e Desenvolvimento (CNUCD) desde 2017.

## Biografia
Isabelle Durant formou-se  como enfermeira, tornou-se instrutora profissional para o setor de assistência, tendo trabalhado com escolas em áreas proletárias. Posteriormente, obteve um diploma de bacharel em política social e econômica pela Université catholique de Louvain .

## Carreira política
- 1994-1999   : Secretário Federal e Porta-voz da Ecolo (com Jacky Morael e Dany Josse, depois Jacky Morael e Jean-Luc Roland)

### Vice-primeira Ministra da Bélgica, 1999-2003
Entre 1999 e 2003,Isabelle Durant atuou como Vice-Primeira Ministra e Ministra de Mobilidade e Transporte no governo federal belga, o primeiro governo de Guy Verhofstadt .
Em 2003, Isabelle Durant e seu colega do partido, Olivier Deleuze, renunciaram ao governo de Verhofstadt uma semana antes das eleições nacionais e depois de um conflito com a questão dos vôos noturnos no aeroporto de Bruxelas.

### Membro do Senado, 2003-2011
Isabelle Durant foi membra do Senado entre 2003 e 2011. Como senadora, atuou em Comitês de Relações Exteriores, Assuntos Sociais e participou de muitas missões de observação eleitoral ( República Democrática do Congo, Egito, Tunísia ) (2003-2009).
Desde 2004,Isabelle Durant também atuou como Secretário Federal e Porta-voz da Ecolo, desta vez com Jean-Michel Javaux e Claude Brouir, mas também como substituto de Evelyne Huytebroeck, que se tornou ministra do governo da região de Bruxelas-Capital .

### Membra do Parlamento Europeu, 2009-2014
Durant tornou-se membra do Parlamento Europeu nas eleições europeias de 2009 . Ela atuou como vice-presidente do Parlamento Europeu, sob a liderança do presidente Martin Schulz entre 2009 e 2014. Além disso, ela era membro da Comissão dos Orçamentos, da delegação para as relações com o Irã e da delegação na Assembléia Parlamentar Paritária ACP-UE . Em 2012, ela também atuou em um grupo de trabalho entre partes que apresentou novas regras sobre quais presentes os eurodeputados poderiam aceitar.
Em 15 de setembro de 2010, a Durant apoiou a nova iniciativa Spinelli Group no Parlamento Europeu, fundada para revigorar a luta pela federalização da União Europeia (UE). Outros apoiadores de destaque incluem Jacques Delors, Daniel Cohn-Bendit, Guy Verhofstadt, Andrew Duff e Elmar Brok .

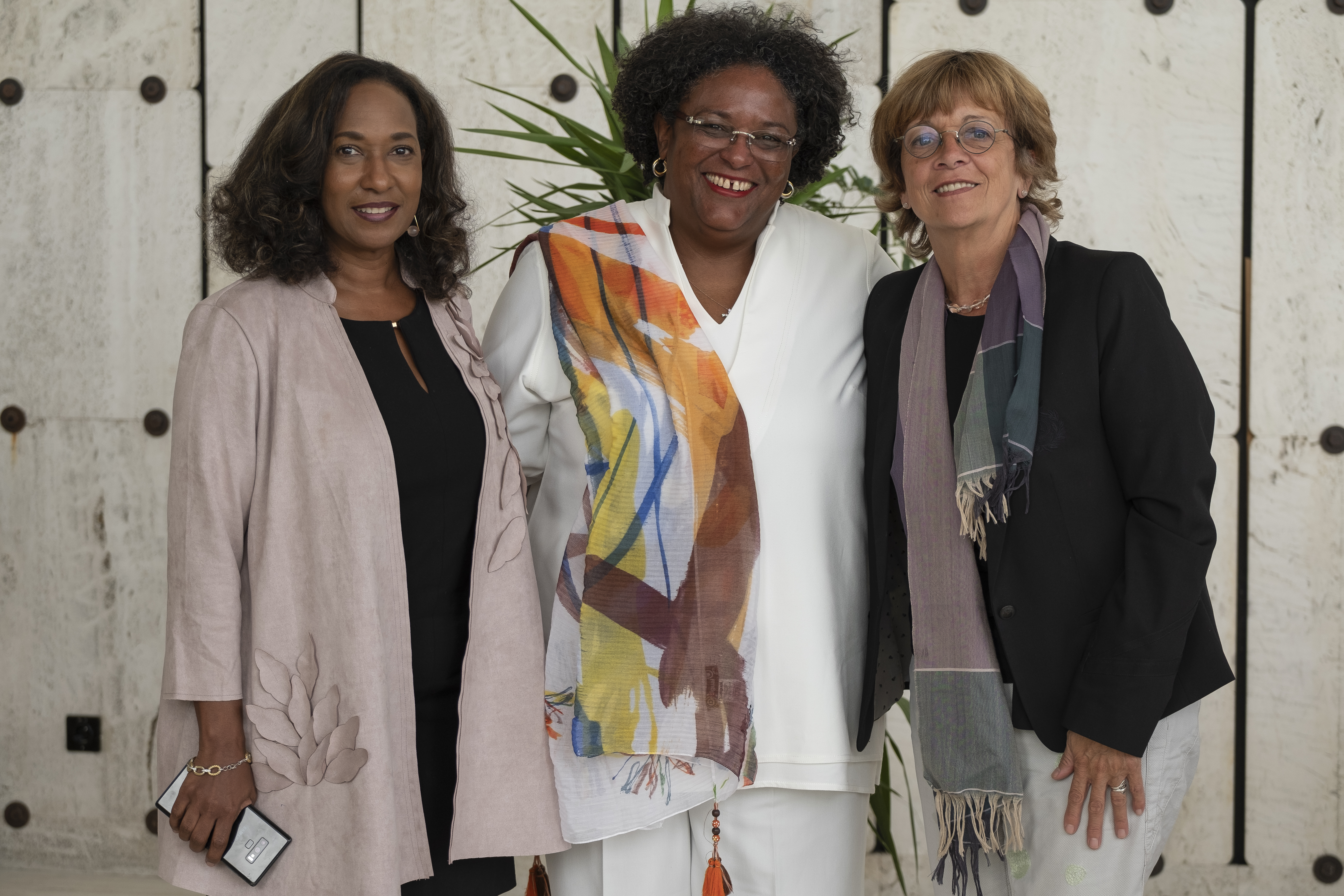
Pamela Coke-Hamilton, Primeira Ministra Mia Mottley e Durant.

Em dezembro de 2013, Durant liderou uma delegação do Parlamento Europeu - incluindo Tarja Cronberg, Cornelia Ernst Marietje Schaake e Josef Weidenholzer - visitando Teerã, onde os membros encontraram o orador do parlamento Ali Larijani e seu irmão, Mohammad Javad Larijani, chefe do alto conselho do judiciário em direitos humanos; advogado de direitos humanos Nasrin Sotoudeh; e o cineasta Jafar Panahi .

### Secretária-Geral Adjunta da ONU, 2017 - presente
Em junho de 2017, o Secretário-Geral das Nações Unidas, António Guterres, em consulta com Mukhisa Kituyi, decidiu nomear Durant como Vice-Secretário-Geral da Conferência das Nações Unidas sobre Comércio e Desenvolvimento (UNCTAD). Durant sucedeu Joakim Reiter.

## Honras
- 2014: Grande Oficial Ordem de Leopold